# Койчубаев, Садык Ахметович
Садык Ахметович Койчубаев — советский хозяйственный, государственный и политический деятель.

## Биография
Родился в 1917 году в Усть-Каменогорске. Член КПСС.
С 1935 года — на хозяйственной, общественной и политической работе. В 1935—1987 гг. — учитель средней школы, в РККА, заведующий лекторской группой ЦК ЛКСМК, второй секретарь Лениногорского горкома КПК, парторг на Лениногорском полиметаллическом комбинате, второй секретарь Усть-Каменогорского, Лениногорского горкомов КПК, заведующий отделом Восточно-Казахстанского обкома КПК, первый секретарь Усть-Каменогорского горкома КПК, второй секретарь Восточно-Казахстанского обкома КПК, председатель Восточно-Казахстанского облисполкома, заместитель председателя областного совета ветеранов.
Избирался депутатом Верховного Совета Казахской ССР 7-го, 8-го, 9-го и 10-го созывов.
Умер в 1994 году из-за инсульта.